# Johnny Fullam
Pour les articles homonymes, voir Fullam.
Johnny Fullam (22 mars 1940 à Dublin en Irlande - 10 juin 2015 dans la même ville) est un ancien joueur et entraîneur de football qui a été actif dans les années 1960 et 1970. Il a été international irlandais à onze reprises.

## Biographie
Johnny Fullam commence sa carrière dans le club dublinois de Home Farm Football Club avant de signer dans le prestigieux club anglais de Preston North End en 1958. Il y dispute 49 matchs de championnat et marque 6 buts. En 1961, il est invité à participer à la tournée des Shamrock Rovers aux États-Unis avec la promesse de s’engager avec l’équipe au retour. Il signe au Shamrock Rovers à la fin de l’été 1961 et joue son premier match sous les couleurs de son nouveau club le 20 août 1961 en League of Ireland Shield contre Transport FC. En février 1962 il se blesse gravement au genou et manque toute la fin de la saison.
Fullam fait ses débuts en Coupe d’Europe contre Botev Plovdiv et gagne en 1963 son premier Shield. Fullam est titulaire dans l’équipe des Rovers qui au cours de la saison 1963-1964 va remporter tous les trophées irlandais mis en jeu.
Le 2 octobre 1963, il est un des cinq joueurs des Rovers à être sélectionnés en équipe d’Irlande et à battre l’équipe d'Angleterre de football 2-1 à Dalymount Park.
En 1968, une grave blessure au genou l’écarte de l’équipe finaliste de la coupe d’Irlande pour la sixième année consécutive. Peu après il signe au Bohemian FC club avec lequel il gagne une autre Coupe d’Irlande. En 1975, il gagne le championnat avec les Bohs et remporte la coupe d’Irlande.
En 1976 il revient aux Rovers et devient le capitaine de l’équipe. Il l’emmène vers une huitième victoire en coupe d’Irlande. À la fin de la saison 1978-1979, l’entraîneur Johnny Giles lui permet de réaliser un transfert gratuit en reconnaissance des services rendus au club. Il signe alors pour Athlone Town. Il y termine sa carrière de footballeur professionnel.
Au total, Johnny Fullam a joué près de 900 matchs en championnat d’Irlande. Il a joué onze saisons pour les Shamrock Rovers. Il détient le record de match européens joués pour les Rovers avec 19 matchs et 3 buts.
Johnny Fullam a été 11 fois sélectionné en équipe nationale.

## Palmarès
- Championnat d'Irlande de football : 2
  - Shamrock Rovers - 1964
  - Bohemians - 1975
- Coupe d'Irlande de football : 8
  - Shamrock Rovers - 1964, 1965, 1966, 1967, 1968, 1978
  - Bohemians - 1970, 1976
- League of Ireland Shield
  - Shamrock Rovers - 1964
- Coupe de la Ligue d'Irlande de football
  - Shamrock Rovers - 1976/77
- Leinster Senior Cup : 2
  - Shamrock Rovers - 1964, 1968/69
- Dublin City Cup : 2
  - Shamrock Rovers - 1964, 1966/67
- Top Four Cup
  - Shamrock Rovers 1966
- Blaxnit Cup
  - Shamrock Rovers 1967-68

## Sources
- The Hoops par Paul Doolan and Robert Goggins  (ISBN 0-7171-2121-6)
- (en) Stephen McGarrigle, The Complete who's who of Irish international football : 1945-1996, Edimbourg, Mainstream Publishing, octobre 1996, 237 p. (ISBN 1-85158-894-9), p. 73